# Largo do Carmo (Lisboa)

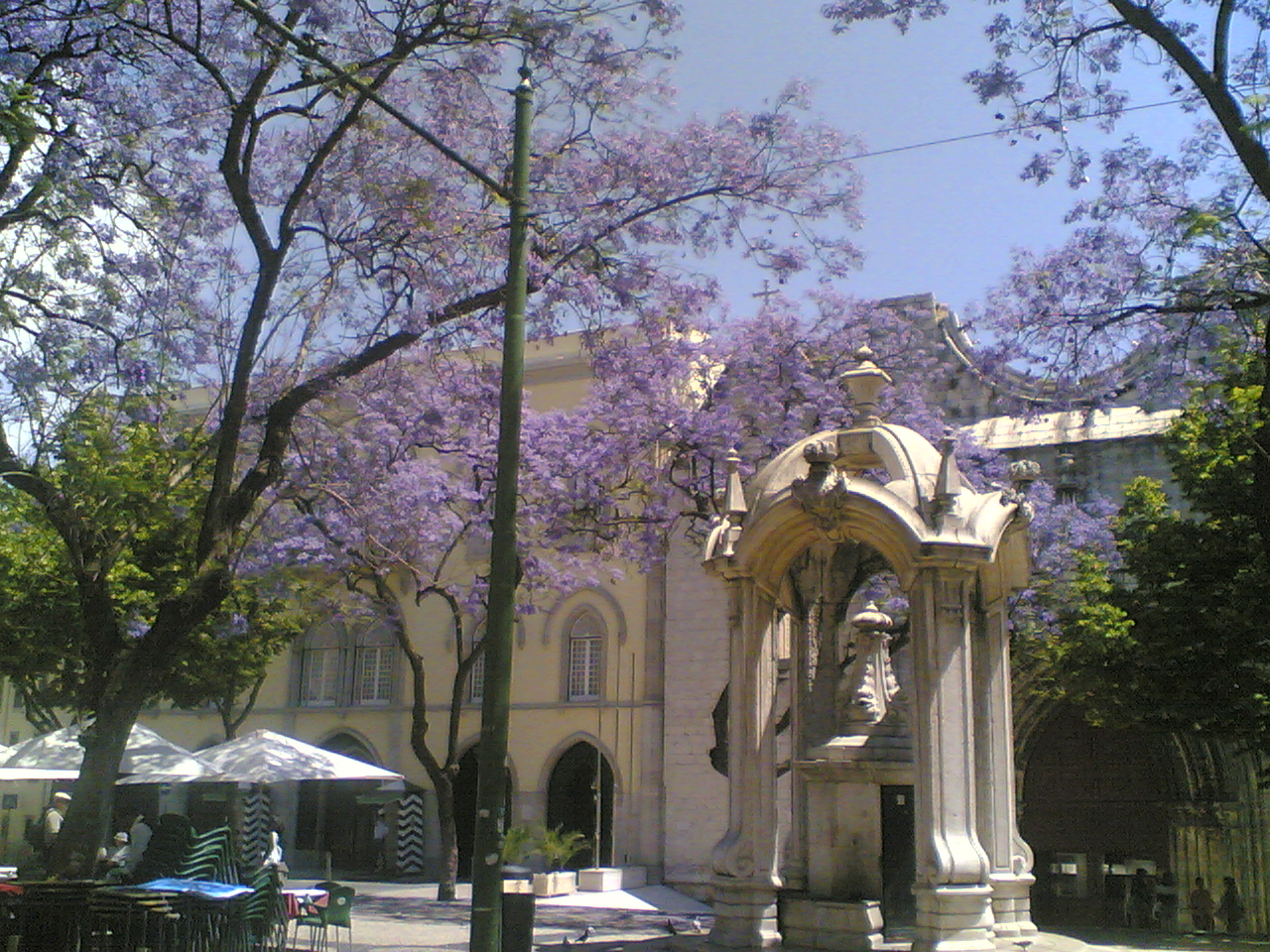
Vista geral com o Chafariz do Carmo no centro com o Quartel do Carmo (esq) e o Convento do Carmo (esq) em fundo, com jacarandás em flor

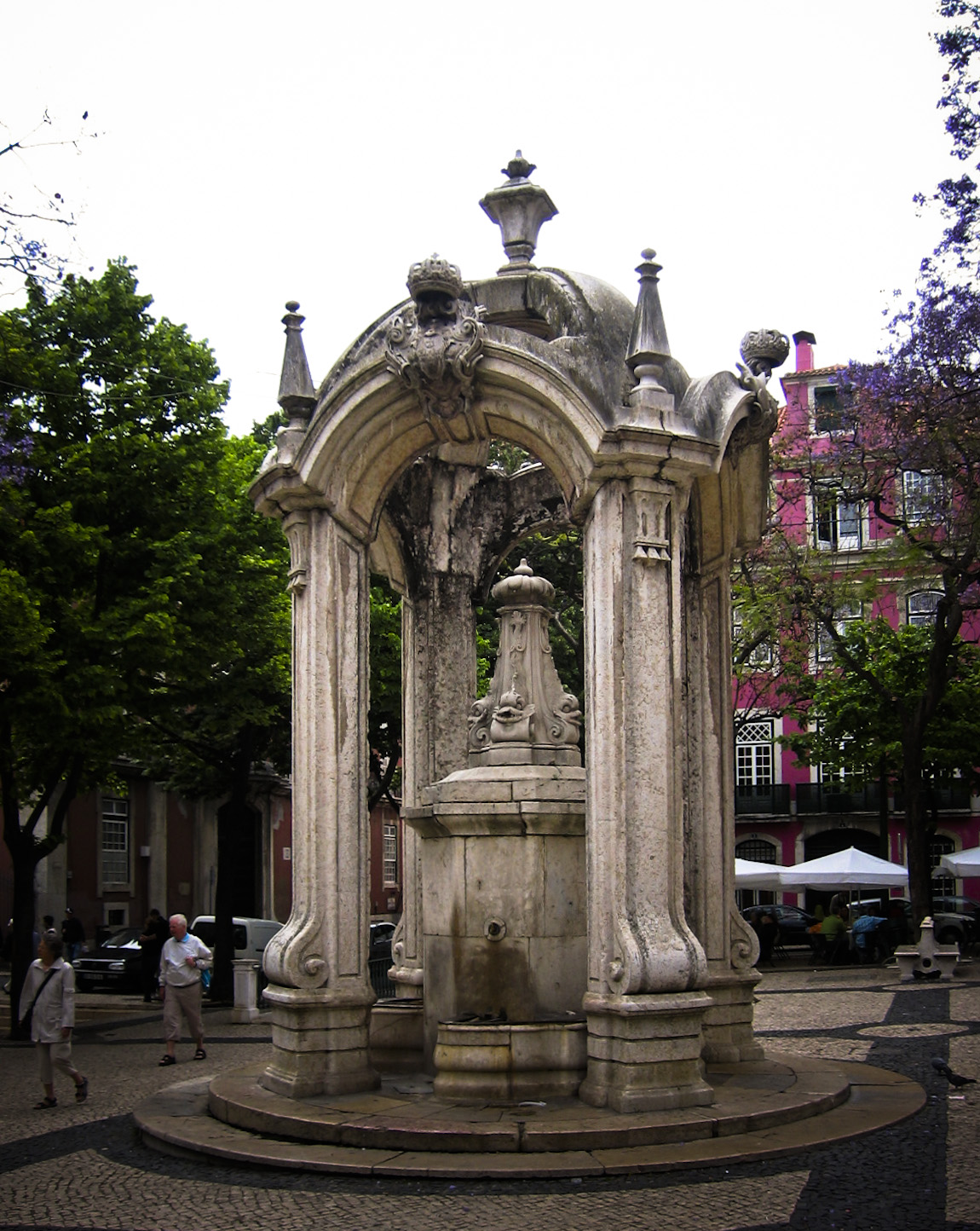
Chafariz do Carmo

O Largo do Carmo é um largo localizado em Lisboa.
Englobado na zona do Chiado, encontra-se o Largo do Carmo, com os seus jacarandás. Neste largo, resistem as ruínas do Convento do Carmo, construído no século XIV, onde se encontra actualmente instalado o Museu Arqueológico do Carmo.
Em frente ao convento, encontra-se o Chafariz do Carmo (1771), abastecido pelo Aqueduto das Águas Livres, através da Galeria do Loreto.
Paredes meias com o convento, encontra-se o Quartel do Carmo, pertencente à Guarda Nacional Republicana que teve um papel muito importante aquando do 25 de Abril de 1974, por ter sido escolhido por Marcello Caetano para se refugiar da revolução, acabando este largo por ser o palco principal da revolução, como local da rendição do Estado Novo perante os militares do MFA. Para perpetuar este momento, encontra-se no chão do largo uma inscrição dedicada a Salgueiro Maia.
No outro lado do convento, encontramos o antigo Palácio Valadares, edifício que teve já várias utilizações. Este palácio ergue-se no local onde foi fundada a primeira universidade portuguesa, no tempo de D. Dinis, antes de ser transferida para Coimbra.
Entre o Convento do Carmo e o Palácio Valadares, ergue-se o portão de acesso do Elevador de Santa Justa, que liga o Largo do Carmo à Baixa Pombalina, nomeadamente à Rua do Ouro.
Ainda neste largo, encontramos a Igreja da Ordem Terceira de Nossa Senhora do Carmo, que habitualmente passa despercebida por um habitual prédio de habitação. Nesse mesmo edifício, foi fundado o actual Montepio Geral, no século XIX.
Este largo tem-se tornado conhecido também pelas suas esplanadas, para além de ser palco de diversas filmagens, tanto de filmes de ficção ou documentários, como de filmes publicitários.
O Largo do Carmo encontra-se na freguesia de Santa Maria Maior.

## Moradores
- Fernando Pessoa - No N.º 18 viveu Fernando Pessoa, num quarto alugado, no período que decorreu entre o Inverno de 1908 e o Inverno de 1912. Foi um espaço voluntariamente escolhido pelo poeta para uma vivência independente da família.[1]